# Bernd Hillmann
Bernd Hillmann (* 4. Januar 1943) ist ein ehemaliger deutscher Politiker  der Blockpartei Christlich-Demokratische Union Deutschlands (DDR) (CDU der DDR). Er war Vorsitzender des Bezirksverbandes Neubrandenburg der CDU.

## Leben
Er studierte ab 1966 an der Wilhelm-Pieck-Universität Rostock. Sein Studium schloss er 1970 als Diplom-Ingenieurökonom ab. Anschließend leitete er bis 1972 eine Abteilung im VEB Baumechanik Neubrandenburg. Von 1972 bis 1975 wirkte er als stellvertretender Investbauleiter im VEB Wasserversorgung und Abwasserbehandlung Neubrandenburg. 1975 kehrte er zum VEB Baumechanik zurück und bekleidete dort wiederum verantwortliche Funktionen.
Hillmann trat 1966 der CDU bei. Ab 1974 war er Stadtverordneter in Neubrandenburg. Zwischen 1974 und 1980 war er Mitglied und zeitweise stellvertretender Vorsitzender des CDU-Kreisvorstandes Neubrandenburg. Von 1978 bis 1981 amtierte er als stellvertretender Vorsitzender und von 1981 bis Februar 1987 als Vorsitzender des Bezirksvorstandes Neubrandenburg der CDU, anschließend als Mitglied des Sekretariats des Bezirksvorstandes. Von Oktober 1982 (15. Parteitag) bis Oktober 1987 (16. Parteitag) gehörte er als Mitglied auch dem Hauptvorstand der CDU an. Von 1986 bis 1990 war er Abgeordneter des Bezirkstages Neubrandenburg und ab 1987 Mitglied des Rates des Bezirkes Neubrandenburg für Erholungswesen (Nachfolger von Wolfgang Mäder).
Hillmann war seit 1966 als Inoffizieller Mitarbeiter „Vindevogel“ für das Ministerium für Staatssicherheit tätig.